# ВЛ12

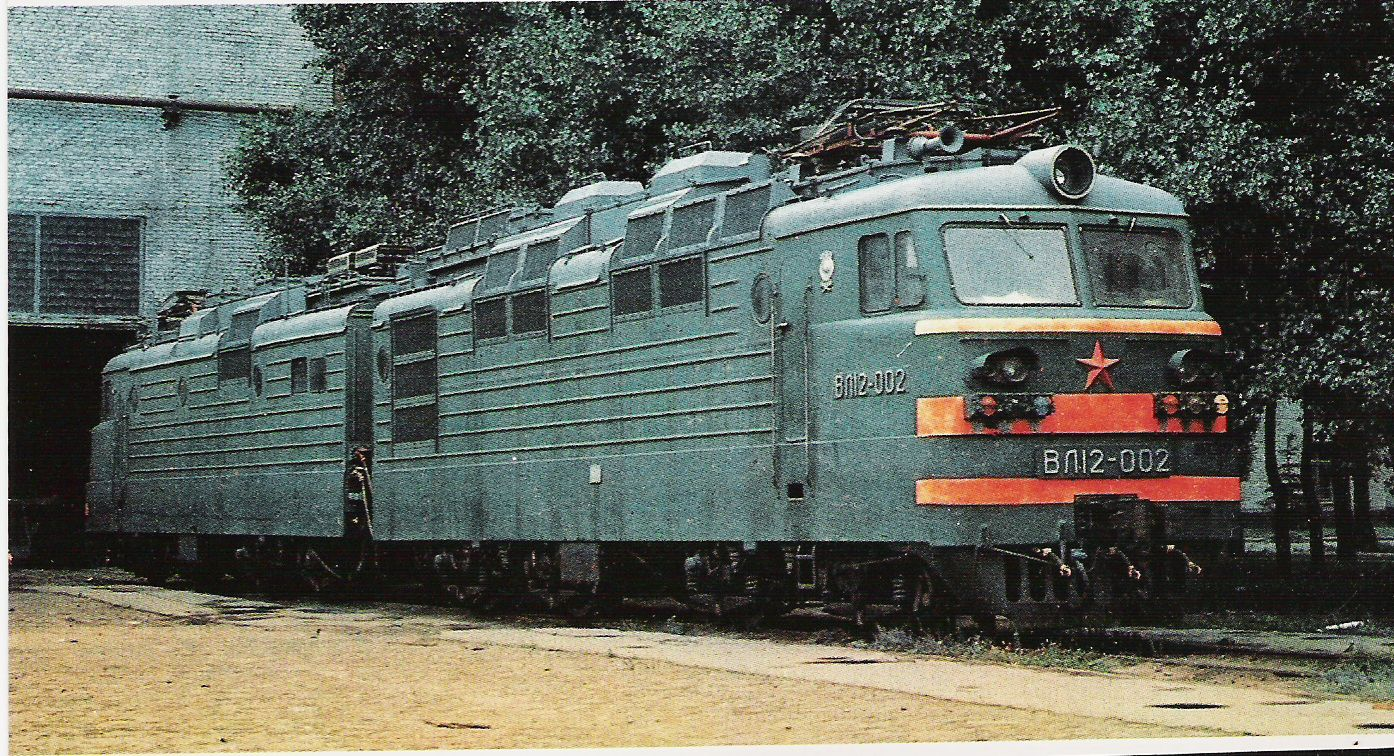
ВЛ12-002

ВЛ12 («Владимир Ленин», 12-й тип; проектное обозначение — ВЛ10м) — опытный советский магистральный 8-осный электровоз постоянного тока с реостатным пуском и независимым возбуждением тяговых электродвигателей. В серию не пошёл прежде всего из-за сложности и дороговизны силовых электронных систем.

## Проектирование
Электровозы ВЛ8 и ВЛ10 могут работать только в двухкузовном («двухсекционный» к этим машинам неприменимо из-за особенностей электросхемы) варианте. Однако часто требуется применение 12-осных электровозов, то есть состоящих из 3-х секций. При этом требуется, чтобы каждая из секций имела автономную силовую схему. В результате были начаты работы по созданию нового электровоза на базе ВЛ10 (проектное обозначение — ВЛ10м). Помимо этого, было решено увеличить осевую мощность локомотива за счёт применения новых, более мощных тяговых электродвигателей типа НБ-407 от электровоза ВЛ82м, с часовой мощностью 755 кВт. К концу 1972 года на ВЭлНИИ технический проект был выполнен и 19 декабря его рассмотрели на комиссии локомотивного хозяйства Научно-технического совета МПС. В результате рассмотрения проекта было рекомендовано на каждой секции увеличить число кабин до двух, тем самым обеспечив полную автономность каждой из секций, повысить осевую нагрузку до 25 тс, увеличить передаточное число редуктора (с 88:26 до 89:25, для повышения силы тяги), а также повысить мощность преобразователя для рекуперативного торможения.
Далее проект уже разрабатывался ВЭлНИИ и НЭВЗ совместно с Московским энергетическим институтом и СКБ ТЭВЗа, при этом был использован опыт создания и эксплуатации ЭПС со статическими преобразователями (ВЛ10-398, опытные ЭР22). При проектировании было решено применить независимое возбуждение ТЭД. Из-за высокой массы проектируемого электровоза, конструкторы отказались от идеи двухкабинных секций, что позволило применить унифицированные кузова от ВЛ80к и ВЛ80т. Из-за высоких осевых нагрузок были применены тележки как на ВЛ82м, а из-за высокого количества изменений конструкции обозначение сменилось на ВЛ12. В декабре 1973 года НЭВЗ выпустил электровоз ВЛ12-001, а в 1974 — ВЛ12-002.
Фактически электровоз получился во многом похожим на ВЛ82м — те же тяговые электродвигатели, число позиций контроллера (25 на сериесном соединении тяговых двигателей секции, 13 на параллельном, всего 38), мостовой переход с соединения на соединение (тогда как на ВЛ8 и ВЛ10 применялся шунтовой, на ВЛ11 и ВЛ11м вентильный), такой же по конструкции и расположению в хвосте секции пусковой реостат, охлаждаемый двумя подключенными параллельно реостату вентиляторами (аналогичное схемное решение применено на электровозах ЧС2т, ЧС6, ЧС7) и в целом схожая компоновка оборудования (за исключением упразднённого электрооборудования для работы на переменном токе). Также внешне электровоз стал во многом похож на электровозы типа ВЛ80Т и ВЛ82М, также аналогична система охлаждения тяговых электродвигателей (электровоз ВЛ10 менее похож на ВЛ12). Главным нововведением было применение независимого возбуждения ТЭД.

## Судьба электровозов
Электровозы первоначально проходили наладку и испытания на кольце завода НЭВЗ. В результате испытаний было отмечено, что электронная система улучшает энергетические свойства локомотива, а применение независимого возбуждения тяговых двигателей снижает вероятность боксования, а при его возникновении позволяет быстрее восстановить сцепление. Однако в отчёте испытатели скромно умолчали о том, что вся эта электронная система оказалась весьма дорогой, а также сложной в эксплуатации и ремонте. В результате лишь в 1977 году электровозы были направлены для эксплуатации на Московскую железную дорогу, где работали в депо Москва-Сортировочная. При этом электровозы работали лишь на последовательном возбуждении ТЭД. В 1980 году оба электровоза были отстранены от поездной работы как не отвечающие требованиям эксплуатации. ВЛ12-002 был возвращён на завод, а ВЛ12-001 перевели на ПМС Решетниково. В декабре 1987 года его исключили из инвентарного парка дороги.